# فرودگاه نیروی هوایی سلطنتی نیکوزیا
فرودگاه نیروی هوایی سلطنتی نیکوزیا (به انگلیسی: RAF Nicosia) یک فرودگاه است . این فرودگاه در کشور انگلستان قرار دارد .